# ソクラテス以前哲学者断片集
『ソクラテス以前哲学者断片集』（ソクラテスいぜんてつがくしゃ だんぺんしゅう、独: Die Fragmente der Vorsokratiker、英: The Fragments of the Pre-Socratics）とは、ドイツの古典文献学者であるヘルマン・ディールスとヴァルター・クランツによって編纂され、1903年（初版）から1952年（第6版）にかけて、改訂・修正が加えられながら出版された、ソクラテス以前の哲学者たちの著作の断片集。
この分野における標準的な底本となっており、プラトン著作に関するステファヌス版、アリストテレス著作に関するベッカー版のそれと同じように、ソクラテス以前の哲学者の著作の断片に言及する際には、本書の該当箇所を「ディールス・クランツ番号付け」（Diels–Kranz (DK) numbering）として示すのが慣例となっている。
2016年刊行のラクスとモストによる断片集（LM）など、本書に代わろうとする断片集も出ている。

## 構成
人物ごとに全90章に分かれる。
各章は、「A. 生涯と学説」「B. 著作断片」「C. 倣作」で構成されており、「ディールス・クランツ番号付け」（Diels–Kranz (DK) numbering）は、「DK + 章数(1〜90) + 項目(A〜C) + 資料番号」という形式で表記される（例: ヘラクレイトスの「万物は流転する」はDK22A6）。また、「断片 数字」「fr. 数字」といった形で、直接断片資料番号を示す簡略表記も用いられる。
各章で扱われる人物は、以下の通り。
端緒
- 初期宇宙論
  - 第1章 オルペウス
  - 第2章 ムーサイオス
  - 第3章 エピメニデス
- 紀元前6世紀の天文詩
  - 第4章 ヘシオドス
  - 第5章 ポコス
  - 第6章 クレオストラトス
- 散文による初期宇宙論および箴言
  - 第7章 シュロスのペレキュデス
  - 第8章 テアゲネス（英語版）
  - 第9章 アクーシラーオス
  - 第10章 七賢人

紀元前6世紀-5世紀の哲学者たち
（および直接の後継者たち）
- 第11章 タレス
- 第12章 アナクシマンドロス
- 第13章 アナクシメネス
- 第14章 ピュタゴラス
  - 第15章 ケルコプス（英語版）
  - 第16章 ペトロン
  - 第17章 ブロ(ン)ティノス（英語版）
  - 第18章 ヒッパソス
  - 第19章 カリポン（英語版）とデモケデス
  - 第20章 パルメニスコス
- 第21章 クセノパネス
- 第22章 ヘラクレイトス
- 第23章 エピカルモス
- 第24章 アルクマイオン
- 第25章 イッコス
- 第26章 パロン
- 第27章 アメイニアス
- 第28章 パルメニデス
- 第29章 ゼノン
- 第30章 メリッソス
- 第31章 エンペドクレス
- 第32章 メネストル
- 第33章 クシュトス
- 第34章 ボイダス
- 第35章 トラシュアルケス
- 第36章 イオン
- 第37章 ダモン
- 第38章 ヒッポン
- 第39章 パレアスとヒッポダモス
- 第40章 ポリュクレイトス
- 第41章 オイノピデス
- 第42章 ヒポクラテスとアイスキュロス
- 第43章 テオドロス
- 第44章 ピロラオス
- 第45章 エウリュトス
- 第46章 アルキッポス、リュシス、オプシモス
- 第47章 アルキュタス
- 第48章 オッケロス
- 第49章 ティマイオス
- 第50章 ヒケタス
- 第51章 エクパントス
- 第52章 クセノピロス
- 第53章 ディオクレス、エケクラテス、ポリュムナストス、パントン、アリオン
- 第54章 プロロス、アミュクラス、クレイニアス
- 第55章 ダモンとピンティアス
- 第56章 シモス、ミュオニデス、エウプラノル
- 第57章 リュコン
- 第58章 ピュタゴラス派
- 第59章 アナクサゴラス
- 第60章 アルケラオス
- 第61章 メトロドロス
- 第62章 クレイデモス
- 第63章 イダイオス
- 第64章 ディオゲネス
- 第65章 クラテュロス
- 第66章 アンティステネス
- 第67章 レウキッポス
- 第68章 デモクリトス
- 第69章 ネッサス
- 第70章 メトロドロス
- 第71章 ディオゲネス
- 第72章 アナクサルコス
- 第73章 ヘカタイオス
- 第74章 アポロドロス
- 第75章 ナウシパネス
- 第76章 ディオティモス
- 第77章 ビオン
- 第78章 ボロス

初期ソフィスト思想
- 第79章 名称と概念
- 第80章 プロタゴラス
- 第81章 クセニアデス
- 第82章 ゴルギアス
- 第83章 リュコプロン
- 第84章 プロディコス
- 第85章 トラシュマコス
- 第86章 ヒッピアス
- 第87章 アンティポン
- 第88章 クリティアス
- 第89章 イアンブリコス引用の逸名ソフィスト
- 第90章 両論（ディアレイクセイス）

## 日本語訳
全訳
- 『ソクラテス以前哲学者断片集』(全6巻) 内山勝利編、岩波書店、1996年-1998年 ※DK第6版のギリシア語部分の全訳 + 原注の抄訳 + 訳注

抄訳
- 『初期ギリシア自然哲学者断片集』(全3冊) 日下部吉信編訳、筑摩書房〈ちくま学芸文庫〉、2000-2001年

第1巻 タレス、アナクシマンドロス、アナクシメネス、ピュタゴラス、クセノパネス、ヘラクレイトス、パルメニデス、ゼノン、メリッソス
第2巻 エンペドクレス、ピロラオス、アルキュタス、アナクサゴラス
第3巻 レウキッポス、デモクリトス